# Erhard Ratdolt

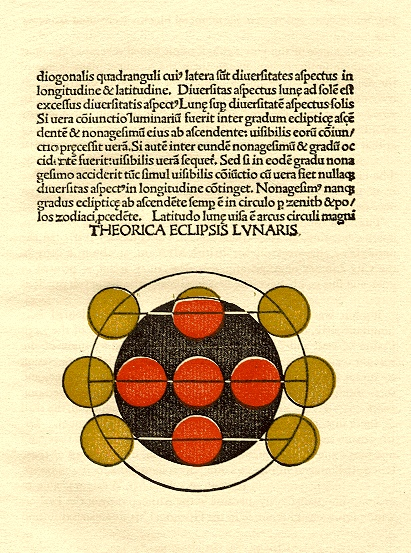
Bois gravé polychrome de l'édition Ratdolt (1485) du Sphæricum opusculum de Sacrobosco (1195–1256) expliquant les éclipses lunaires.

Erhard Ratdolt (né en 1442 à Augsbourg ; † 1528) est un pionnier de l'imprimerie bavarois. Il travailla d'abord à Venise (1476–1485), puis à Augsbourg (1486–1522). Il fut le premier à agrémenter ses livres d'ornements gravés, et à les illustrer avec des planches gravées, et non plus enluminées.

## Carrière
Ratdolt quitta sa ville natale d'Augsbourg en 1474 et créa son atelier d'imprimerie à Venise en 1476, d'abord comme associé de Bernhart Maler d'Augsbourg (dit Pictor) et de Peter Loslein (ou Lœsslein) de Langenzenn. Mais Loslein s'était dégagé de l'entreprise dès avant 1478, comme en témoigne l'évolution des colophons de leur production imprimée, et Maler en 1478 même, laissant Ratdolt seul investisseur. Un prospectus de 1484 recense déjà 46 titres au catalogue de l'atelier, dont une bible in-folio, des missels et des bréviaires, les œuvres de saint Augustin et de Thomas d'Aquin, des éditions de Térence, Juvenal, Virgile, Martial, Salluste et Ovide et une douzaine d'ouvrages de droit, d'astronomie, de mathématiques et de médecine.
Au début de l'année 1486, Ratdolt retourne à Augsbourg ; une planche imprimée dans différentes écritures, datée du 1er avril 1486, avec laquelle l'imprimeur faisait la promotion de son savoir-faire, témoigne de l'ouverture d'une nouvelle imprimerie dans sa ville natale, d'où sortiront bientôt de magnifiques livres liturgiques (entre 50 et 60). De 1489 à 1491, le géomètre, astronome et médecin Johannes Engel travaille comme prote pour le compte de Ratdolt, et édite des éphémérides. On ne trouve plus trace de production imprimée de cet atelier après 1522. 

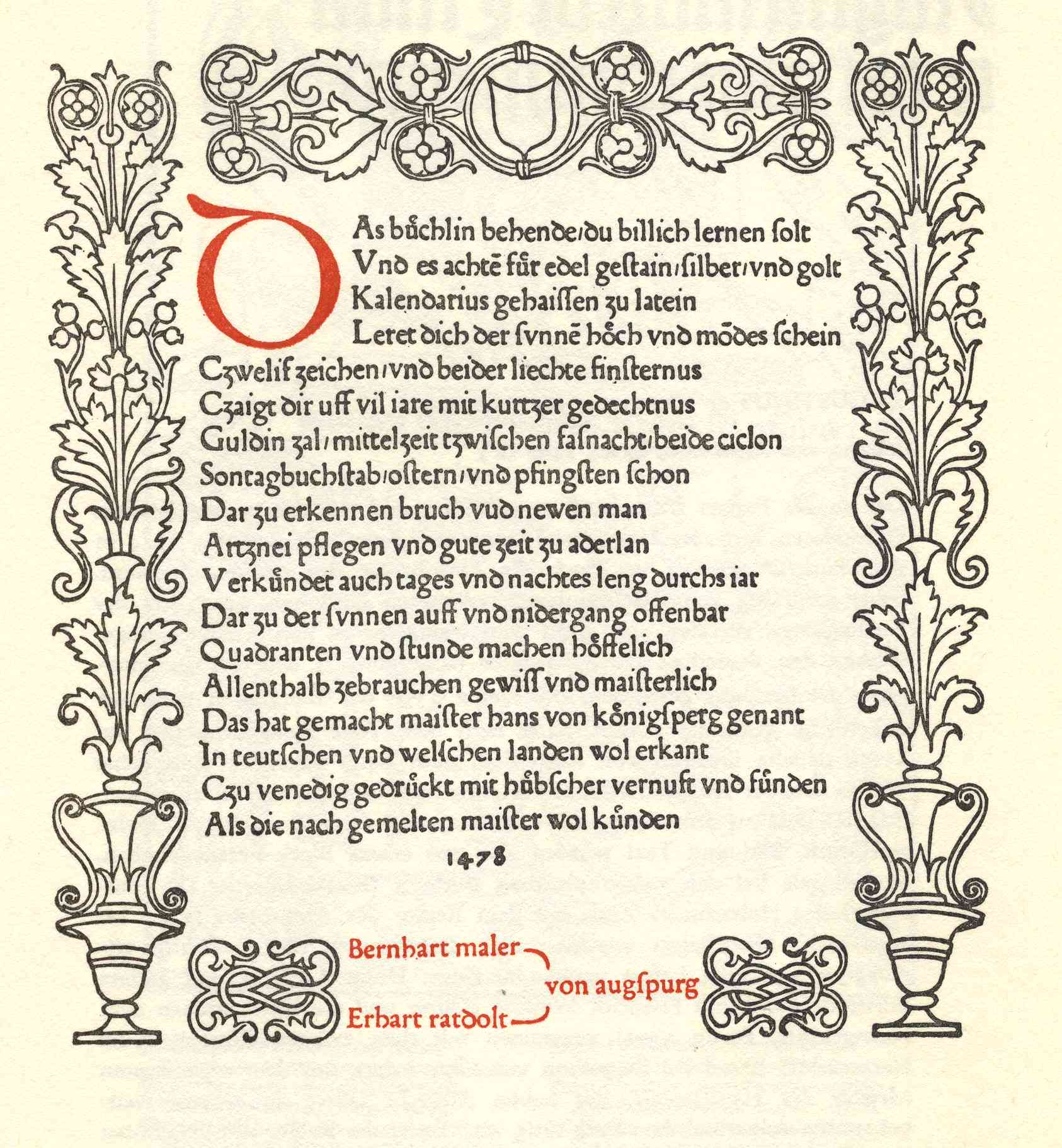
Frontispice du Calendarius de Regiomontanus en haut allemand, (Erhard Ratdolt, Venise 1478), avec frise et marque d'imprimeur.

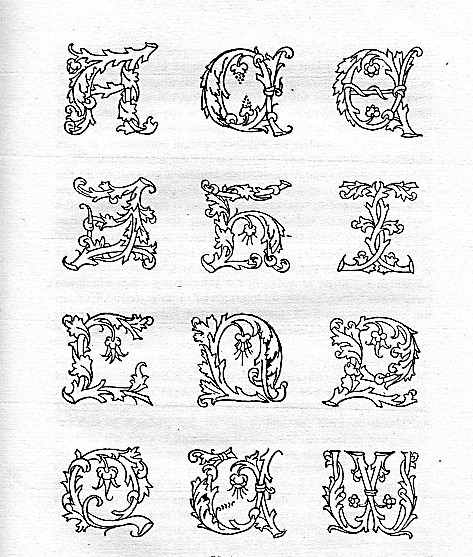
Lettrines de Ratdolt : litteræ florentes

## Œuvre imprimé

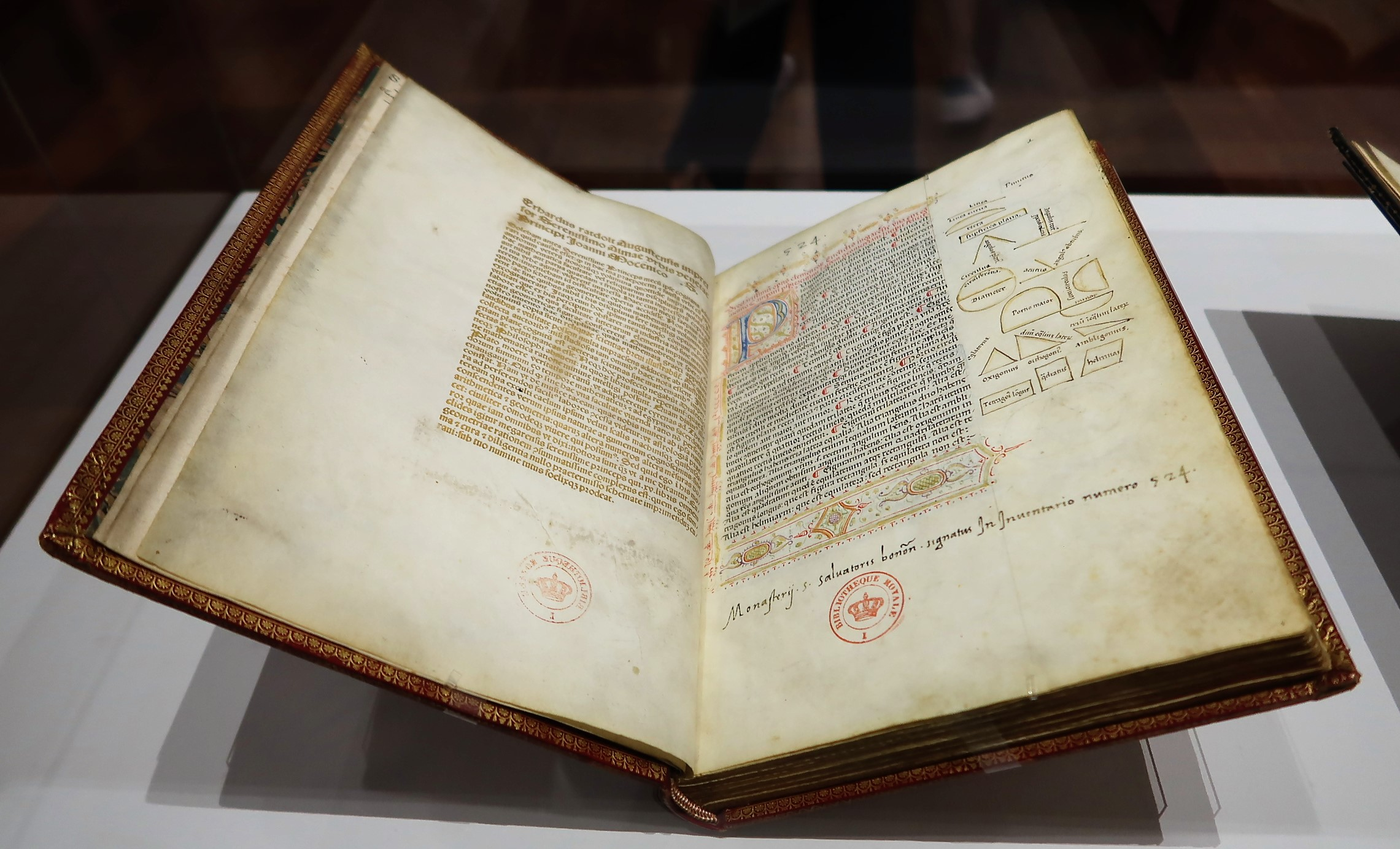
Eléments d'Euclide imprimé en 1482.

Parmi les plus beaux incunables sortis des presses de Ratdolt, citons :
- le calendrier de Regiomontanus (1476 en latin et en italien, 1478 en haut-allemand), premier livre imprimé avec un frontispice ornementé ;
- les Libri civilium bellorum d’Appien d'Alexandrie en traduction latine (1477) ;
- la première édition imprimée des Éléments d’Euclide (1482), qui se trouve être le premier livre imprimé comportant des planches de géométrie, ce dont Ratdolt se glorifie à bon droit dans la dédicace ;
- le Sphæricum opusculum de Johannes de Sacrobosco, dont la deuxième édition (1485) est le premier livre imprimé comportant des gravures en deux teintes d'encre ;
- le Rituale Augspurgense (1487).

## Postérité
Ratdolt est considéré comme l'un des imprimeurs les plus inventifs de l'ère des incunables (avant 1500). Il fut le premier à ornementer ses livres de frises, de bandeaux et culs-de-lampe gravés en bois ou en métal, cadrés exactement dans la zone de texte, lançant par là-même les canons de l'ornementation imprimée de la Renaissance, dont s'inspira par la suite William Morris. Il fut aussi le premier à utiliser des lettrines véritablement imprimées, qu'il appelait litteræ florentes, parce qu'elles étaient ornementées de feuilles et de fleurs. Il fut aussi un pionnier de l'impression polychrome ; outre des encres noire et rouge, il utilise, pour la dédicace de son édition des Éléments d'Euclide au doge de Venise Giovanni Mocenigo, des dorures ; procédé qu'il réemploiera pour ses livres liturgiques, qui ne sont plus enluminés à la main, mais se distinguent par leurs gravures polychromes, imprimées en plusieurs passes successives, ce qui exigeait un haut degré de précision dans la registration.
Les caractères mobiles de Ratdolt se déclinent en une belle police Renaissance-Antiqua, semblable à celle d’Aldo Manuce, et gothique ronde (Rotunda) originale. Il fut également l'un des premiers imprimeurs à imprimer en lettres grecques.